# Perućačko jezero
Perućačko jezero je umjetno jezero na području općine Srebrenice, Bosna i Hercegovina, i području općine Bajine Bašte, Republika Srbija. Jezero je nastalo pregrađivanjem toka rijeke Drine, za potrebe hidroelektrane Bajina Bašta. Perućačko jezero je površine oko 12,4 km², volumena 340.000.000 m³ vode, a duboko je do 60 metara. Dužina jezera iznosi oko 54 km, najmanja širina od 150 metara, a najveća širina oko 1000 metara. Perućačko jezero se nalazi na 290 metara nadmorske visine. Najveći dio jezera se nalazi u kanjonu rijeke Drine koji počinje 7 km od brane hidroelektrane Bajina Bašta. 
Sredina jezera predstavlja granicu između BiH i Srbije.